# Carbonylchloridfluorid
Carbonylchloridfluorid ist ein gemischtes Säurehalogenid der Kohlensäure. Es handelt sich gleichzeitig um eine Säurechlorid und ein Säurefluorid.

## Vorkommen
Carbonylchloridfluorid tritt in der Atmosphäre als Reservoirgas im Zusammenhang des Ozonabbaus durch Fluorchlorkohlenwasserstoffe (FCKW) auf. Da die Chlor-Kohlenstoffbindungen in FCKW im Regelfall leichter gebrochen werden als Fluor-Kohlenstoffbindungen, bildet insbesondere Trichlorfluormethan durch Abspaltung von Chloratomen und Reaktion mit Sauerstoff Carbonylchloridfluorid. Carbonylchloridfluorid kann wiederum reaktive Chlorradikale bilden, die Ozon abbauen können.

## Herstellung
Die Reaktion von Phosgen mit Fluorierungsmitteln wie Fluorwasserstoff, Calciumfluorid, Siliciumtetrafluorid oder Stickstofftrifluorid ergibt Carbonylchloridfluorid, wobei jedoch weder Ausbeute noch Reinheit besonders gut sind. Die Reaktion von Trichlorfluormethan mit Schwefeltrioxid ergibt etwa 60 % Ausbeute. Ausgehend von frisch destilliertem Antimonpentafluorid ist eine Ausbeute von etwa 96 % möglich. Dazu wird Phosgen bei −196 °C einkondensiert und mit dem Antimonpentafluorid bei −78 °C gerührt, wodurch ein Elektronen-Donor-Akzeptor-Komplex entsteht. Bei Aufwärmen auf Raumtemperatur zerfällt dieser unter Bildung von Carbonylchloridfluorid.